# یواس‌اس کین (دی‌دی-۲۳۵)
یواس‌اس کین (دی‌دی-۲۳۵) (به انگلیسی: USS Kane (DD-235)) یک کشتی بود که طول آن ۹۵٫۸۳ متر (۳۱۴٫۴ فوت) بود. این کشتی در سال ۱۹۱۹ ساخته شد.